# Esther Robertson
Esther Robertson, född 29 oktober 1952, är en italiensk bågskytt. Hon deltog vid olympiska sommarspelen 1984.